# Electra asiatica
Electra asiatica är en mossdjursart som beskrevs av Grischenko, Dick och Shunsuke F. Mawatari 2007. Electra asiatica ingår i släktet Electra och familjen Electridae. Inga underarter finns listade i Catalogue of Life.